# Rehefeld-Zaunhaus
Rehefeld-Zaunhaus je vesnice, místní část města Altenberg v německé spolkové zemi Sasko. Nachází se v zemském okrese Saské Švýcarsko-Východní Krušné hory a má 145 obyvatel.

## Geografie

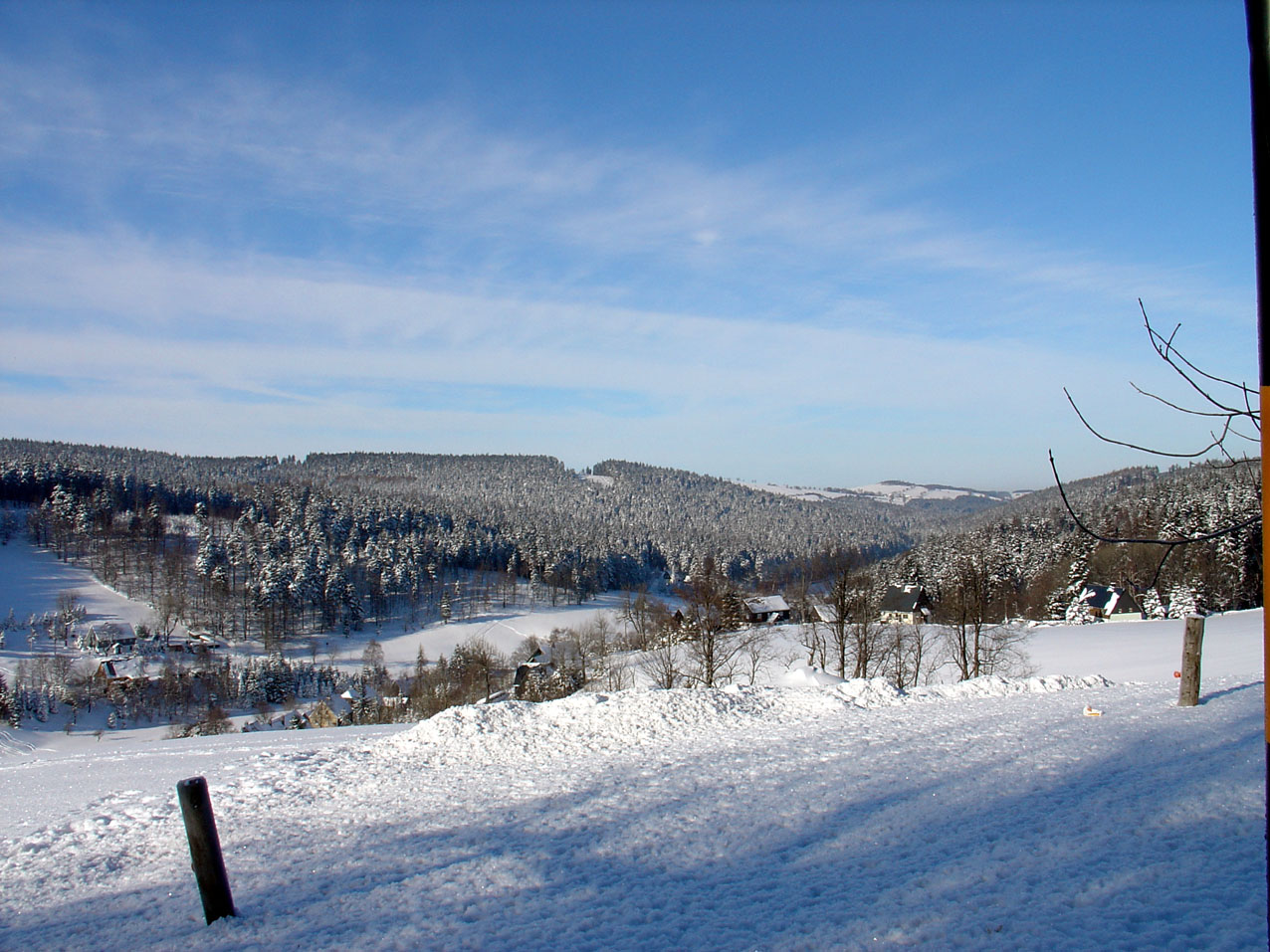
Pohled do rehefeldského údolí a na část Hemmschuh

### Poloha
Místní část se rozkládá v nadmořské výšce mezi 650 a 845 metry a je považována za nejchladnější místo v Sasku, s nejdlouhodobějším výskytem sněhu ve východních Krušných horách. V západní části obce se nachází silniční hraniční přechod Neurehefeld. Do roku 1972 zde existovala ještě zastávka Hermsdorf-Rehefeld na železniční trati Nossen–Moldava. Horské louky této lokality jsou pramennou oblastí potoka Wilde Weißeritz.

### Sousední obce
V sousedství Rehefeldu se nalézají městská část Altenberg a místní části Zinnwald-Georgenfeld a Schellerhau, dále pak obec Hermsdorf a její místní část Seyde a Schmiedeberg, místní část města Dippoldiwalde. Na české straně se nachází Moldava a Cínovec.

## Historie

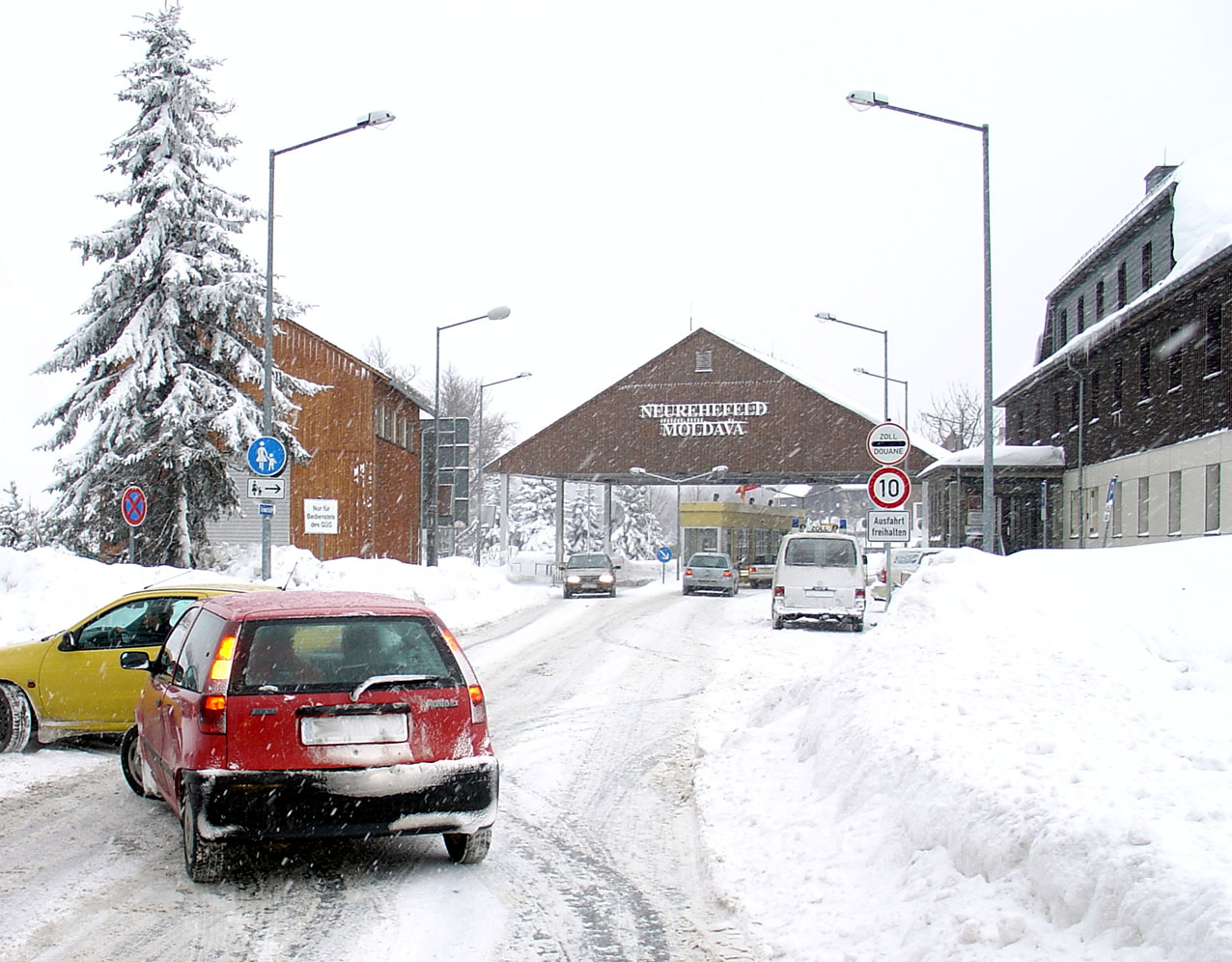
Hraniční přechod Neurehefeld-Moldava

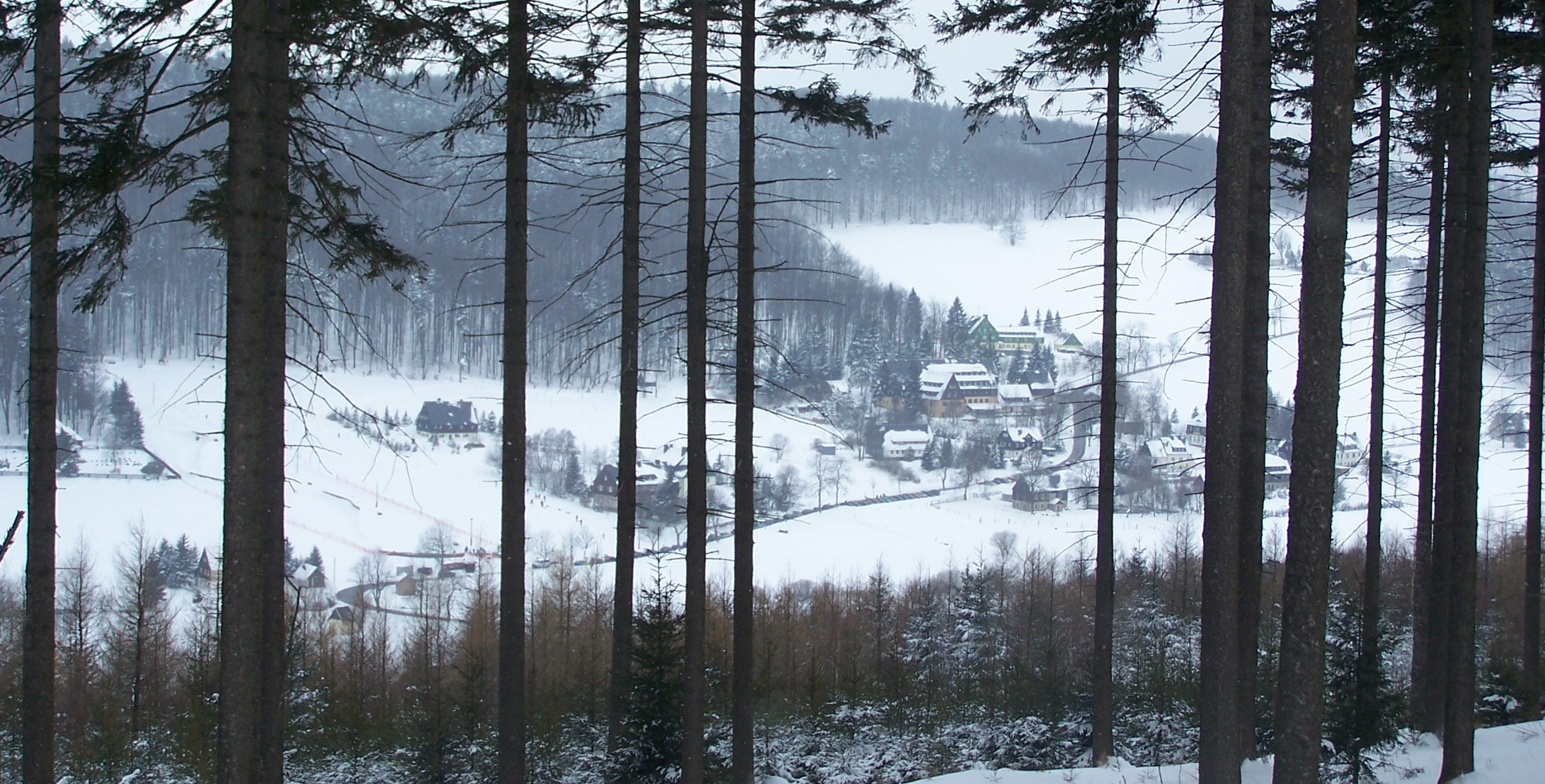
Pohled na Rehefeld-Zaunhaus v zimě

Nejstarší částí bývalé obce je Zaunhaus. V roce 1550 je doložena myslivna a o něco později další tři domy. V roce 1557 byl postaven mlýn.
Vlastní obec Rehefeld byla založena později pod jménem Sorgenfrey. Dle dochovaných pramenů zde koupil jistý „vrchní náplavní mistr“ Heinrich von Römer v roce 1606 mlýn a poplužní dvůr Sorgenfrey. Později se na mýtině poblíž poplužního dvora usadili dřevorubci. Zdejší lovecký zámeček darovala v roce 1869 k Vánocům korunní princezna Carola von Sachsen svému manželovi, korunnímu princi Albertovi Saskému.
Neurehefeld, který leží v části zvané Hemmschuh (česky překážka, zarážka), vznikl po roce 1683 kolem budovy, kde sídlili ozbrojení průvodci na důležité staré poštovní cestě Freiberg – Teplice, vedoucí z Hermsdorfu pralesem.
Od roku 1994 je Rehefeld-Zaunhaus místní částí města Altenberg.

## Rekreační možnosti
Na území místní části je rozvětvená síť turistických stezek s geologicko-mineralogickými zajímavostmi a také tudy prochází mezinárodní turistická trasa Eisenach – Budapešť. V zimě je návštěvníkům k dispozici vlek pro lyžaře a sáňkaře. Přírodní rezervace „Hemmschuh“ představuje zajímavý biotop.